# Мауро Сілва
Мауро Сілва (порт. Mauro Silva, нар. 12 січня 1968, Сан-Бернарду-ду-Кампу) — бразильський футболіст, що грав на позиції півзахисника. Відомий, зокрема, виступами за клуб «Депортіво», а також національну збірну Бразилії.

## Клубна кар'єра
Мауро Сілва у дорослому футболі дебютував 1988 року виступами за команду клубу «Гуарані» (Кампінас), в якій провів два сезони, взявши участь лише у 1 матчі чемпіонату. Протягом 1990—1992 років захищав кольори команди клубу «Брагантіно».
1992 року Мауро перейшов до клубу «Депортіво», за який відіграв 13 сезонів.  Більшість часу, проведеного у складі «Депортіво», був основним гравцем команди. Завершив професійну кар'єру футболіста виступами за команду «Депортіво» (Ла-Корунья) у 2005 році.

## Виступи за збірну
1991 року Сілва дебютував в офіційних матчах у складі національної збірної Бразилії. Протягом кар'єри у національній команді, яка тривала 11 років, провів у формі головної команди країни 58 матчів.
У складі збірної Мауро Сілва був учасником розіграшу Кубка Америки 1991 року у Чилі, де разом з командою здобув «срібло», чемпіонату світу 1994 року у США, здобувши того року титул чемпіона світу, розіграшу Кубка Америки 1997 року у Болівії, здобувши того року титул континентального чемпіона, розіграшу Золотого кубка КОНКАКАФ 1998 року у США, на якому команда здобула бронзові нагороди.

## Титули і досягнення
«Депортіво»
- Чемпіонат Іспанії
  - Чемпіон (1): 1999–00
- Кубок Іспанії
  - Володар (2): 1994–95, 2001–02
- Суперкубок Іспанії
  - Володар (3): 1995, 2000, 2002

 Збірна
- Чемпіонат Світу
  - Чемпіон (1): 1994
- Кубок Америки
  - Володар (1): 1997
  - Фіналіст (1): 1991
- Золотий кубок КОНКАКАФ
  - Бронзовий призер (1): 1998